# Дом Друштва за улепшавање Врачара
Дом Друштва за улепшавање Врачара се налази у Београду, у Његошевој улици 1, због својих архиктетонских квалитета представља непокретно културно добро као  споменик културе.
Зграду је 1902. године подигло Друштво за улепшавање Врачара, основано 1884. године, са циљем да се стара о уређењу и улепшавању источног и западног Врачара. По пројекту архитекте Милана Антоновића ова једноспратна, пословно-стамбена зграда, са архитектонском структуром која је задржала традиционалне одлике академске архитектуре, прва је у Београду добила сецесијске елементе – завршну атику, степенишну ограду од кованог гвожђа, укомпоноване иницијале Друштва и годину градње, као и централни мотив на главној фасади.